# Chronologický projekt Sia-Šang-Čou
Chronologický projekt Sia-Šang-Čou (čínsky pchin-jinem Xìa Shāng Zhōu Duàndài Gōngchéng, znaky 夏商周断代工程) je čínský historický projekt jehož cílem je vnést pořádek do chronologie nejstarších čínských dějin, totiž období dynastií Sia, Šang a Čou. Práce na projektu byly zahájeny roku 1996, předběžná zpráva o výsledcích byla publikována v listopadu 2000.

## Projekt
Nejstarším všeobecně přijímaným datem čínské historie je vyhnání čouského krále Li a nastolení regentské vlády roku 841. Chronologický projekt Sia-Šang-Čou se snažil stanovit posloupnost dynastií a králů pro starší doby, jejichž datování je předmětem diskuzí a sporů.
V projektu se spojilo na 200 čínských historiků a archeologů. Stal se tak největší historickou akcí od sestavení knižního souboru S'-kchu čchüan-šu v 70. letech 18. století. Koncipován byl jako interdisciplinární, byly využity jak písemné prameny (Kniha obřadů, Bambusové anály, Zápisky historika a další), tak archeologické údaje a data o významných astronomických jevech (zatměních slunce a měsíce).
Roku 2000 byly zveřejněny předběžné výsledky. Nová chronologie čínských dějin byla v Čínské lidové republice oficiálně přijata a stala se základem školní výuky.

## Výsledky
Nejstarší data jsou přibližná:
- Všechny čtyři fáze kultury Er-li-tchou byly přiřazeny dynastii Sia, počínající cca 2070 př. n. l. Tradiční datum založené na výpočtech Liou Sina je 2205 př. n. l.
- Založení dynastie Šang bylo stanoveno jako současné s výstavbou opevněného města v Jen-š' a určeno na cca 1600 př. n. l. Tradiční datum je 1766 př. n. l.; Cambridge History of Ancient China udává cca 1570 př. n. l.
- Přemístění šangského hlavního města do Jin za vlády Pchan Kenga bylo určeno na cca 1300 př. n. l.

Počínajíc nástupem šangského krále Wu Tinga byla data vlády šangských a čouských panovníků stanovena přesně:
| Dynastie | Král        | Počátek vlády (př. n. l.) | Počátek vlády (př. n. l.) | Počátek vlády (př. n. l.) |
| Dynastie | Král        | Projekt                   | Cambridge History         | Tradiční data             |
| -------- | ----------- | ------------------------- | ------------------------- | ------------------------- |
| Šang     | Wu Ting     | 1250                      | před 1198                 | 1324                      |
| Šang     | Cu Keng     | 1191                      | po 1188                   | 1265                      |
| Šang     | Cu Ťia      | –                         | cca 1177                  | 1258                      |
| Šang     | Lin Sin     | –                         | cca 1157                  | 1225                      |
| Šang     | Kchang Ting | –                         | cca 1148                  | 1219                      |
| Šang     | Wu I        | 1147                      | cca 1131                  | 1198                      |
| Šang     | Wen Ting    | 1112                      | cca 1116                  | 1194                      |
| Šang     | Ti I        | 1101                      | 1105                      | 1191                      |
| Šang     | Ti Sin      | 1075                      | 1086                      | 1154                      |
| Čou      | Wu-wang     | 1046                      | 1045                      | 1121                      |
| Čou      | Čcheng-wang | 1042                      | 1042                      | 1115                      |
| Čou      | Kchang-wang | 1020                      | 1005                      | 1078                      |
| Čou      | Čao-wang    | 995                       | 977                       | 1052                      |
| Čou      | Mu-wang     | 976                       | 956                       | 1101                      |
| Čou      | Kung-wang   | 922                       | 917                       | 946                       |
| Čou      | I-wang      | 899                       | 899                       | 934                       |
| Čou      | Siao-wang   | 891                       | 872?                      | 905                       |
| Čou      | I-wang      | 885                       | 865                       | 894                       |
| Čou      | Li-wang     | 877                       | 857                       | 878                       |

## Kritika
Mimo Čínu byl projekt podroben kritice. Kritizovány jsou jak východiska čínských vědců, tak i jejich závěry. Kritizována je představa, že Čína má nepřetržitou historii pět tisíc let dlouhou, ve které státy Sia, Šang a Čou zaujímaly ústřední místo, zatímco jsou ignorovány ostatní národy, kmeny a státy, které mohly být neméně rozvinuté. V tisku bylo prosazování „pěti tisíc let čínské historie“ hodnoceno spíše jako projev čínského nacionalismu, než vědecky podložený fakt.
Výhrady byly vzneseny též ke konkrétním bodům:
1. Archeologické hranice mezi Sia a Šang i mezi Šang a Čou nejsou jasně stanoveny
2. Pro účely projektu byl u dat získaných pomocí radiokarbonové metody datování použit koeficient spolehlivosti 68 % místo běžného 95%. Získaná data jsou proto méně spolehlivá.[9]
3. Výpočty pro zatmění slunce roku 899 př. n. l. jsou nesprávné.[10][11]
4. Datování pomocí astronomických jevů jsou založená na sporných interpretacích starověkých záznamů.[10][11]
5. Autoři kronik a záznamů vzdálených od popisovaného období chybují při používání starých kalendářů což vede k nesprávné interpretaci jejich informací.[10]